# Oldenlandia lapeyrousii
Oldenlandia lapeyrousii är en måreväxtart som först beskrevs av Dc., och fick sitt nu gällande namn av Edward Everett Terrell och Harold Ernest Robinson. Oldenlandia lapeyrousii ingår i släktet Oldenlandia och familjen måreväxter. Inga underarter finns listade i Catalogue of Life.